# Ртищевы
Рти́щевы — два древних русских дворянских рода. Более известный, боярский род - татарского происхождения. Другой род, называемый его исследователем Н. Н. Кашкиным Ртищевыми Дмитровского корня, происходит, по его предположению, от Терентия Ртища, который был назначен наместником в Радонеже в 1341 г., и известный тем, что привлек в Радонеж многих насельников, в том числе родителей преподобного Сергия Радонежского.
Род внесён в VI, II и III части родословных книг Владимирской, Тверской, Костромской, Калужской, Тамбовской, Курской, Саратовской и Тульской губерний.
Однородцами являются дворянские роды: Арсеньевы, Ждановы, Сомовы. Ветвью Ртищевых является дворянский род Достоевских.

## Происхождение и история рода
Род Ртищевых происходит от выехавшего (1389) из Золотой Орды к великому князю Дмитрию Донскому Аслана-Челеби-Мурзы, принявшего православие и получившего имя Прокопий и женившегося на Марии Зотовне Житовой, дочери стольника великого князя. У них было пять сыновей, из которых Лев Прокопиевич, по прозвищу Широкий Рот (Лев-ртище), стал родоначальником Ртищевых.
Опричником Ивана Грозного числился Пятун Степанович Ртищев (1573).
Генеалогия Ртищевых Дмитровского корня подробно описана в вышеуказанном труде Н. Н. Кашкина начиная с XVI в.

## Описание герба
В щите, имеющим красное поле, между Луной и шестиконечной звездой (изм. герб Лелива), изображены две серебряные скрещенные сабли (изм. польский герб Пелец) и стрела (с мечом, польский герб Пржестржал) летящая вниз к серебряной подкове, шипами вверх обращённой (изм. польский герб Ястршембец). Щит увенчан дворянским шлемом с дворянской на нём короной. Намёт щита красный, подложен серебром. Щитодержатели: два вооружённых татарина.

## Известные представители Ртищевых
Ртищевы татарского происхождения:
- Ртищев Михаил Алексеевич — лихвинский городовой дворянин (1627—1629), московский дворянин (1629—1640), стряпчий с ключом (1640).
- Ртищевы: Исай и Василий — дьяки (1636—1640).
- Ртищев Фёдор Михайлович — стряпчий у крюка (1640), стольник (1658), окольничий (1658—1668).
- Ртищев Григорий Иванович — воевода в Калуге (1647—1649 и 1651), постельничий (1658—1668), думный дворянин (1668).
- Ртищев Иван — воевода в Сокольске (1648).
- Ртищев Максим Григорьевич — воевода в Енисейске (1656—1659), в Тотьме (1669—1671), московский дворянин (1658—1677).
- Ртищевы: Кирилл Михайлович и Богдан Михайлович — стряпчие (1658—1676).
- Ртищев Фёдор Михайлович (меньшой) (ум. 1663) — чашник и стольник.
- Ртищев Фёдор — стольник, воевода в Калуге (1668).
- Ртищев Михаил Фёдорович — стольник (1672), стольник царицы Натальи Кирилловны (1676), комнатный стольник царя Ивана Алексеевича (1676—1692).
- Ртищев Тимофей Григорьевич, стольник (1658—1692), воевода в Тюмени (1681—1683).
- Ртищевы: Илья Максимович и Алексей Фёдорович — стольники царицы Прасковьи Фёдоровна (1686—1692).
- Ртищев Василий Михайлович — комнатный стольник царя (1692)
- Ртищевы: Фёдор Ефимьевич, Михаил Дмитриевич, Фёдор и Лука Григорьевичи, Иван Иванович, Даниил Максимович, Дмитрий Назарьевич, Григорий Михайлович — стольники (1680—1692)[9][10].
- Василий Алексеевич (1705—1780) — мореплаватель, участник Великой Северной экспедиции, Второй Камчатской экспедиции, исследователь Охотского моря, капитан 3 ранга.
- Валериан Николаевич (1891—1916) — русский летчик, герой Первой мировой войны.
- Григорий Иванович (ум. 1671) — думный дворянин
- Михаил Алексеевич — воевода, при Алексее Михайловиче, прославился в походах против набегов татар, воевал с поляками, храбро сражался с литовцами под Орлом и Калугой; был пожалован в постельничие и окольничие, управлял приказом новой чети (1651—1654), в 1641 году был возведён в высший разряд дворянства
- сын боярский Нечай Ртищев — один из активных слуг Ивана Грозного

Ртищевы Дмитровского корня:
- Дмитрий Степанович — приказный, воевода в Дмитрове (1644—1647).
- Лев Петрович — соловской городовой дворянин (1627—1629).
- Исаак Макарьевич Пятаго — дьяк, воевода в Вязьме (1649).
- Никифор Тимофеевич — московский дворянин (1658—1668).
- Николай Фёдорович (1754—1835) — генерал от инфантерии, сенатор, в 1811—1813 годах управлял Кавказской и Астраханской губерниями и был главнокомандующим в Грузии.
- Николай Петрович (1804—1884) — генерал-майор, участник Польской кампании 1831, военных действий на Кавказе, Крымской войны 1853—1856.